# Осташков (станция)
Оста́шков — железнодорожная станция Октябрьской железной дороги на линии Соблаго — Бологое в городе Осташков Тверской области. Открыта в 1907 году.

## История
Станция открыта в 1907 году на Бологое-Седлецкой железной дороге, одновременно с запуском регулярного движения пассажирских поездов между Бологое и Полоцком через Осташков.
В 1902 году Императором Николаем II был утвержден окончательный проект стратегически важной железной дороги от станции Бологое через Полоцк до города Седлец. Вскоре были проведены изыскания и разведка местности. Действительный статский советник, инженер путей сообщения, А. Н. Рыжов прошёл пешком всю будущую линию от Бологого до Полоцка, проводя при этом точные замеры, расчёты и исследования. Вскоре Рыжов был назначен руководителем строительства дороги.
С началом Русско-японской войны в 1905 году, финансирование работ было урезано и темпы строительства заметно спали. Правильное движение от Полоцка до Бологого удалось открыть лишь в 1907 году. В целом строительство железной дороги в начале XX века обошлось казне Российской империи в 53 000 000 рублей. По различным подсчётам одна верста дороги стоила около 118 000 рублей.
В те же годы на станции был сооружён железнодорожный вокзал, пассажирские платформы, водонапорная башня и паровозный сарай, немногим позднее — участковая больница. Оригинальное здание вокзала, ряд станционных построек и сооружений, пассажирские перроны, не сохранились до наших дней. Они были полностью разрушены в годы Великой Отечественной войны. Современное здание вокзала отстроено после войны.

В исключительно тяжелых условиях оказалась Бологое — Полоцкая в годы Великой Отечественной войны. Помногу раз в день дорога подвергалась жестоким бомбардировкам. Станция Осташков не раз превращалась в сплошное крошево из кусков металла, кирпичей и обломков. На значительной части линия была оккупирована врагом. Затем она испытала на себе все тяготы, связанные с нашим контрнаступлением 1942 года, Ржевской битвой и Великолуцкой операцией.— А. Вульфов «Заповедная железная дорога»
Локомотивное депо Осташков (ТЧ-34), существовавшее с 1907 года, было расформировано и полностью закрыто осенью 1998 года. Годный подвижной состав, инструменты и оборудование были переданы в другие подразделения дороги.

## Краткое описание
Станция 3 класса, расположена на неэлектрифицированном участке Соблаго — Бологое. Имеет сложное путевое развитие, состоящее более чем из 10 путей различного назначения и пассажирских платформ. Здание железнодорожного вокзала с залом ожидания, кафе и билетной кассой. Рядом с вокзалом расположен автовокзал, в сквере напротив установлен памятник Константину Заслонову и скромный монумент на братской могиле погибшим в годы войны.

## Пассажирское движение
Со станции отправляются пригородные пассажирские поезда до станций: Бологое-Московское, Великие Луки, Кувшиново и обратно.
Весной и летом по выходным, а также в определённые праздничные дни в течение года курсирует пассажирский поезд №189/190 до Санкт-Петербурга. Начиная с лета 2021 года, в состав поезда включен вагон бесперасадочного сообщения до Москвы. 
Долгие годы с Савёловского и Ленинградского вокзалов Москвы отправлялись прямые пассажирские поезда до Осташкова, ходил ночной пассажирский поезд до Твери.

### Первый в современной России маршрут на паровой тяге
Между станциями Осташков и Бологое с 2018 года регулярно курсирует туристический поезд «Селигер» на паровой тяге. Это первый в современной России действующий паровозный маршрут с 1976 года. Тягу состава ретро-поезда осуществляют локомотивные бригады на паровозах акционерного общества «Московско-Тверская пригородная пассажирская компания».